# Italiaans Formule 3-kampioenschap
Het Italiaanse Formule 3-kampioenschap was het nationale Formule 3-kampioenschap van Italië.
Het kampioenschap ontstond in 1964 en heeft veel bekende coureurs geproduceerd. Zo hebben voormalige Formule 1-coureurs als Vittorio Brambilla, Riccardo Patrese, Elio de Angelis, Ivan Capelli, Gianni Morbidelli en Giancarlo Fisichella ooit het kampioenschap gewonnen.
In 1967 werd het kampioenschap voortijdig afgebroken na een dodelijk ongeluk van de eerste kampioen Giacomo "Geki" Russo. In de laatste jaren van de serie won de top 3 van het kampioenschap een test voor het Formule 1-team Ferrari. In 2012 werd het kampioenschap opgesplitst in een Europese en een Italiaanse divisie. Aan het eind van dat jaar maakte de CSAI, de Italiaanse nationale autosportbond, bekend dat het kampioenschap ophoudt te bestaan en dat het zich op de Formule Abarth zou gaan concentreren.

## Kampioenen
| Seizoen | Coureur                             | Team                                | Auto                                                |
| ------- | ----------------------------------- | ----------------------------------- | --------------------------------------------------- |
| 1964    | Giacomo "Geki" Russo                | Scuderia Sorocaima                  | De Sanctis-Ford                                     |
| 1965    | Andrea de Adamich                   | Jolly Club                          | Lola-Ford T53 Brabham-Ford BT15                     |
| 1966    | Ernesto Brambilla                   | Scuderia Madunina                   | Brabham-Ford BT15                                   |
| 1967    | Kampioenschap voortijdig afgebroken | Kampioenschap voortijdig afgebroken | Kampioenschap voortijdig afgebroken                 |
| 1968    | Franco Bernabei                     | Bernabei                            | Tecno-Ford 68                                       |
| 1969    | Gianluigi Picchi                    | Tecno Racing Team                   | Tecno-Ford 69                                       |
| 1970    | Giovanni Salvati                    | Salvati                             | Tecno-Ford 70                                       |
| 1971    | Giancarlo Naddeo                    | Naddeo                              | Tecno-Ford 69                                       |
| 1972    | Vittorio Brambilla                  | Team Brambilla Scuderia Italia      | Birel-Alfa Romeo 72 Birel-Ford 72 Brabham-Ford BT38 |
| 1973    | Carlo Giorgio                       | Jolly Club Trivellato Racing        | Ensign-Ford LNF3 March-Ford 733                     |
| 1974    | Alberto Colombo                     | Scuderia Del Lario                  | GRD-Ford 374 March-Ford 743 March-Toyota 743        |
| 1975    | Luciano Pavesi                      | Scuderia Ala d'Oro                  | Brabham-Toyota BT41 March-Toyota 753                |
| 1976    | Riccardo Patrese                    | Trivellato Racing                   | Chevron-Toyota B34                                  |
| 1977    | Elio de Angelis                     | Trivellato Racing                   | Chevron-Toyota B38 Ralt-Toyota RT1                  |
| 1978    | Siegfried Stohr                     | Trivellato Racing                   | Chevron-Toyota B43                                  |
| 1979    | Piercarlo Ghinzani                  | Euroracing                          | March-Alfa Romeo 793                                |
| 1980    | Guido Pardini                       | Scuderia Emiliani                   | Dallara-Toyota F380                                 |
| 1981    | Eddy Bianchi                        | Team del Porto                      | Martini-Toyota MK34 Martini-Alfa Romeo MK37         |
| 1982    | Enzo Coloni                         | Coloni Racing                       | March-Alfa Romeo 813 Ralt-Alfa Romeo RT3            |
| 1983    | Ivan Capelli                        | Coloni Racing                       | Ralt-Alfa Romeo RT3                                 |
| 1984    | Alessandro Santin                   | Coloni Racing                       | Ralt-Alfa Romeo RT3                                 |
| 1985    | Franco Forini                       | Forti Corse                         | Dallara-Volkswagen F385                             |
| 1986    | Nicola Larini                       | Coloni Racing                       | Dallara-Alfa Romeo F386                             |
| 1987    | Enrico Bertaggia                    | Forti Corse                         | Dallara-Alfa Romeo F387                             |
| 1988    | Emanuele Naspetti                   | Forti Corse                         | Dallara-Alfa Romeo F388                             |
| 1989    | Gianni Morbidelli                   | Forti Corse                         | Dallara-Alfa Romeo F389                             |
| 1990    | Roberto Colciago                    | Prema Powerteam                     | Reynard-Alfa Romeo 903                              |
| 1991    | Giambattista Busi                   | PiEmme Motors                       | Dallara-Volkswagen F391                             |
| 1992    | Massimiliano Angelelli              | RC Motorsport                       | Dallara-Opel F392                                   |
| 1993    | Christian Pescatori                 | Supercars                           | Dallara-Fiat F393                                   |
| 1994    | Giancarlo Fisichella                | RC Motorsport                       | Dallara-Opel F394                                   |
| 1995    | Luca Rangoni                        | EF Project                          | Dallara-Fiat F395                                   |
| 1996    | Andrea Boldrini                     | RC Motorsport                       | Dallara-Opel F395                                   |
| 1997    | Oliver Martini                      | RC Motorsport                       | Dallara-Opel F397                                   |
| 1998    | Donny Crevels                       | Prema Powerteam                     | Dallara-Opel F397                                   |
| 1999    | Peter Sundberg                      | Prema Powerteam                     | Dallara-Opel F399                                   |
| 2000    | Davide Uboldi                       | Uboldi Motorsport                   | Dallara-Opel F399                                   |
| 2001    | Lorenzo Del Gallo                   | Scuderia Del Gallo                  | Dallara-Fiat F301                                   |
| 2002    | Miloš Pavlović                      | Target Racing Conrero               | Dallara-Opel F302                                   |
| 2003    | Fausto Ippoliti                     | Target Racing Conrero               | Dallara-Opel F303                                   |
| 2004    | Matteo Cressoni                     | Ombra Racing                        | Dallara-Mugen Honda F304                            |
| 2005    | Luigi Ferrara                       | Corbetta                            | Dallara-Mugen Honda F304                            |
| 2006    | Mauro Massironi                     | Passoli Racing                      | Dallara-Opel F304                                   |
| 2007    | Paolo Maria Nocera                  | Lucidi Motors                       | Dallara-Opel F304                                   |
| 2008    | Mirko Bortolotti                    | Lucidi Motors                       | Dallara-FPT F308                                    |
| 2009    | Daniel Zampieri                     | BVM - Target Racing                 | Dallara-FPT F308                                    |
| 2010    | César Ramos                         | Lucidi Motors                       | Dallara-FPT F310                                    |
| 2011    | Sergio Campana                      | BVM - Target Racing                 | Dallara-FPT F308                                    |
| 2012    | Riccardo Agostini *                 | JD Motorsport                       | Mygale-FPT M10                                      |

* Riccardo Agostini won zowel het Europees als het Italiaans Formule 3-kampioenschap.